# Mylabris bistillata
Mylabris bistillata es una especie de coleóptero de la familia Meloidae.

## Distribución geográfica
Habita en China.